# Pica de Peñamellera
Die Pica de Peñamellera (765 m, nach anderen Angaben 785 m) ist ein auffallender Berg am Unterlauf des Río Cares in der nordspanischen Autonomen Region Asturien. Er befindet sich an der Grenze der Gemeinden Peñamellera Baja und Peñamellera Alta, für die er namensgebend war, zudem sind die auf den Wappen dieser Gemeinden abgebildeten Bergsilhouetten durch diesen Berg inspiriert worden. Die Pica de Peñamellera gehört zum Kantabrischen Gebirge und liegt nördlich der Picos de Europa und direkt südlich der Sierra de Cuera, einer Gebirgskette ungefähr sechs Kilometer vom Meer entfernt.
Von Osten gesehen erinnert die Form des Berges an das Matterhorn, wie man es von Zermatt aus sieht, weshalb der Berg auch Cervino de Asturias genannt wird.
Die erste dokumentierte Besteigung erfolgte am 10. Juli 1890 durch den französischen Bergsteiger und Kartographen Aymar de Saint-Saud.